# Mundo del Río (videojuego)
Mundo del Río o RiverWorld es un videojuego de PC lanzado en 1998 por Cryo Interactive, basada en la serie de novelas de Philip José Farmer.
El jugador toma el papel de Sir Richard Francis Burton, explorador del siglo XIX. Comienza con una larga secuencia cinemática, que muestra como Burton después de haber muerto entra al mundo del río. 
Es un juego de estrategia en tiempo real muy similar a Age of Empires. Aunque Burton es el personaje central, es visto desde una perspectiva en tercera persona, y otras personas dentro del juego se pueden mover y controlar.

## Edades
- Edad de la madera
- Edad de Piedra
- Edad del Bronce
- Edad del Hierro
- Edad de la pólvora
- Edad del carbón
- Edad de la electricidad
- Edad del petróleo
- Edad del uranio
- Edad de la cibernética
- Edad de las estrellas

## Juego
El jugador comienza con el control de un territorio a lo largo del río, con dos oponentes - se muestra en color verde y azul, y lleven a cabo otros personajes históricos - el control de otros territorios. 
Las áreas de tierra puede ser capturado por hacerse con el control de la piedra grial central - un objeto con forma de hongo en el centro de cada uno. Más personas pueden ser contratados por la construcción de viviendas, para lo cual necesita la madera que se debe recopilar otros edificios, tales como muelles y talleres, se pueden construir para formar a los ingenieros y científicos, con el fin de avanzar en la civilización.